# 春日伸介
春日 伸介（かすが しんすけ、1984年5月18日 - ）は、和歌山県田辺市出身の元プロ野球選手（内野手）。

## 来歴・人物
和歌山県立田辺高等学校時代は、主にキャッチャーとして出場していたが、肩を脱臼したためにファーストへコンバートするも、第84回全国高等学校野球選手権大会・和歌山県大会では最終的にキャッチャーとして出場。4番・キャプテンとして県ベスト4の原動力となった。2002年のドラフト会議で西武ライオンズから5巡目に指名され、内野手として入団。高校通算28本塁打。
プロ入り後は、伸び悩み、2軍でも本塁打を打つことが出来ずに退団。
引退後は関西の専門学校に入学。理学療法士の資格を取得し、卒業後に就職。

## 詳細情報

### 年度別打撃成績
- 一軍公式戦出場なし

### 背番号
- 61 （2003年 - 2004年）